# D.J. Hackett
DeAndre James Hackett, detto D.J. (Fontana, 3 luglio 1981), è un ex giocatore di football americano statunitense che ha militato nel ruolo di wide receiver nella National Football League (NFL). Fu scelto nel corso del quinto giro (157º assoluto) del Draft NFL 2004 dai Seattle Seahawks. Al college giocò a football all'Università del Colorado.

## Carriera
Hackett fu scelto nel corso del quinto giro del Draft 2004 dai Seattle Seahawks. Vi rimase per quattro stagioni diventando uno dei bersagli preferiti del quarterback Matt Hasselbeck. Dopo essere diventato free agent nel 2008 fimò coi Carolina Panthers. Dopo una sola annata passò ai Washington Redskins da cui fu svincolato senza mai scendere in campo. Si ritirò dopo la stagione 2009.

## Palmarès
- National Football Conference Championship: 1

Seattle Seahawks: 2005